# Big Scarr
Александр Вудс (англ. Alexander Woods; 8 апреля 2000, Мемфис, Теннесси — 22 декабря 2022, Мемфис, Теннесси), более известный под своим сценическим псевдонимом Big Scarr — американский рэпер. Его записи издавал лейбл Gucci Mane 1017 Records. Big Scarr наиболее известен треком «SoIcyBoyz», записанном при участии Pooh Shiesty, Foogiano и Tay Keith. Он выпустил свой дебютный микстейп Big Grim Reaper 16 апреля 2021 года. Релиз достиг 25-го места в американском чарте Billboard 200.

## Ранняя жизнь
Рэпер родился 7 апреля 2000 года. Вырос в Южном Мемфисе. Когда Вудсу было 16 лет, он попал в автомобильную аварию.

## Карьера
Big Scarr получил известность после выхода трека «SoIcyBoyz» при участии Pooh Shiesty и Foogiano. Он выпустил сиквел и триквел песни. Вторая и третья части включают в себя гостевое участие продюсера Tay Keith, в то время как третья часть записана при поддержке Gucci Mane.
Дебютный микстейп рэпера Big Grim Reaper, был выпущен 16 апреля 2021 года и достиг 25-го места в американском чарте Billboard 200. Продажи релиза составили около 22 тысяч копий за первую неделю. Это первый чартовый проект Big Scarr.

## Личная жизнь и смерть
Во время интервью порталу  Our Generation Music он назвал отца своим лучшим другом. 
В 2020 году рэперу выстрелили в бедро. Пуля повредила ему позвоночник. Вудсу пришлось удалить аппендикс и прооперировать ногу.
Музыкант умер 22 декабря 2022 года вследствие передозировки обезболивающим. После известия о его смерти Гуччи Мейн опубликовал пост в Instagram: «Это больно. Я скучаю по тебе».

## Дискография
Сборники:
- So Icy Summer (совместно с 1017) (2020)
- So Icy Gang, Vol. 1 (совместно с 1017) (2020)

Микстейпы:
- Big Grim Reaper (2021)
- Big Grim Reaper: The Return (2022)
- The Secret Weapon (2023)